# Irene Lapuerta
Irene Lapuerta Méndez (Pamplona, Navarra, 10 de octubre de 1977) es una profesora e investigadora universitaria. Fue, así mismo, dirigente de las Juventudes Socialistas de Navarra-Nafarroako Gazte Sozialistak y del PSN-PSOE.

## Trayectoria profesional
Licenciada en Ciencias Políticas y de la Administración por la Universidad de Santiago de Compostela (2000); Máster en Políticas Públicas y Sociales y Diploma de Estudios Avanzados (DEA) en el área de Sociología por la Universidad Pompeu Fabra (años 2002 y 2004 respectivamente). 
En el año 2001 fue profesora visitante de la Universidad Rafael Landívar de Ciudad de Guatemala (Guatemala), impartiendo la asignatura “Políticas Sociales y Estado del Bienestar”. Entre los años 2002 y 2004 disfrutó de una “Beca de Investigación en Áreas de Acción Social” del Gobierno de Navarra para desarrollar el proyecto “Navarra ante el reto de la conciliación de la vida laboral y familiar: análisis de las ayudas económicas y la licencia parental retribuida” en la Sección de Familia del Instituto Navarro de Bienestar Social. 
En la actualidad, es profesora adjunta en el Departamento de Ciencias Políticas y Sociales de la Universidad Pompeu Fabra de Barcelona y colaboradora de investigación del Grupo Investigador de Género (GIG) del Departamento de Trabajo Social de la Universidad Pública de Navarra. También participa en el proyecto europeo “Economic Change, Quality of Live & Social Cohesion -EQUALSOC-” (VI Programa Marco de la Unión Europea) dirigido por el profesor Robert Erikson. 

## Trayectoria política
Afiliada a las JSN y el PSN-PSOE. Fue candidata del PSN-PSOE al Parlamento de Navarra y del PSOE a las Elecciones al Parlamento Europeo (2004), sin ser elegida.
El 20 de noviembre de 2004 fue elegida Secretaria General de las Juventudes Socialistas de Navarra, cargo que ocupó hasta el 9 de agosto de 2007 en la que dimitió (del cargo pero no de militancia), junto con el resto de la dirección de JSN, en desacuerdo con la decisión del PSOE de obligar al PSN-PSOE de facilitar, con su abstención, de la reelección de Miguel Sanz (UPN-PP) como Presidente del Gobierno de Navarra, pese a la decisión de los órganos regionales del PSN-PSOE por un 99% de votos favorables de apostar por un Gobierno de Convivencia y Progreso entre PSN, Nafarroa Bai e Izquierda Unida de Navarra bajo la presidencia del socialista Fernando Puras.
El 24 de noviembre de 2007 fue elegida Presidenta del Comité Nacional de las JSN, cargo que ocupó hasta su salida de la organización joven. Miembro del Comité Regional del PSN-PSOE.
- Datos: Q5920183